# Crisi finanziaria

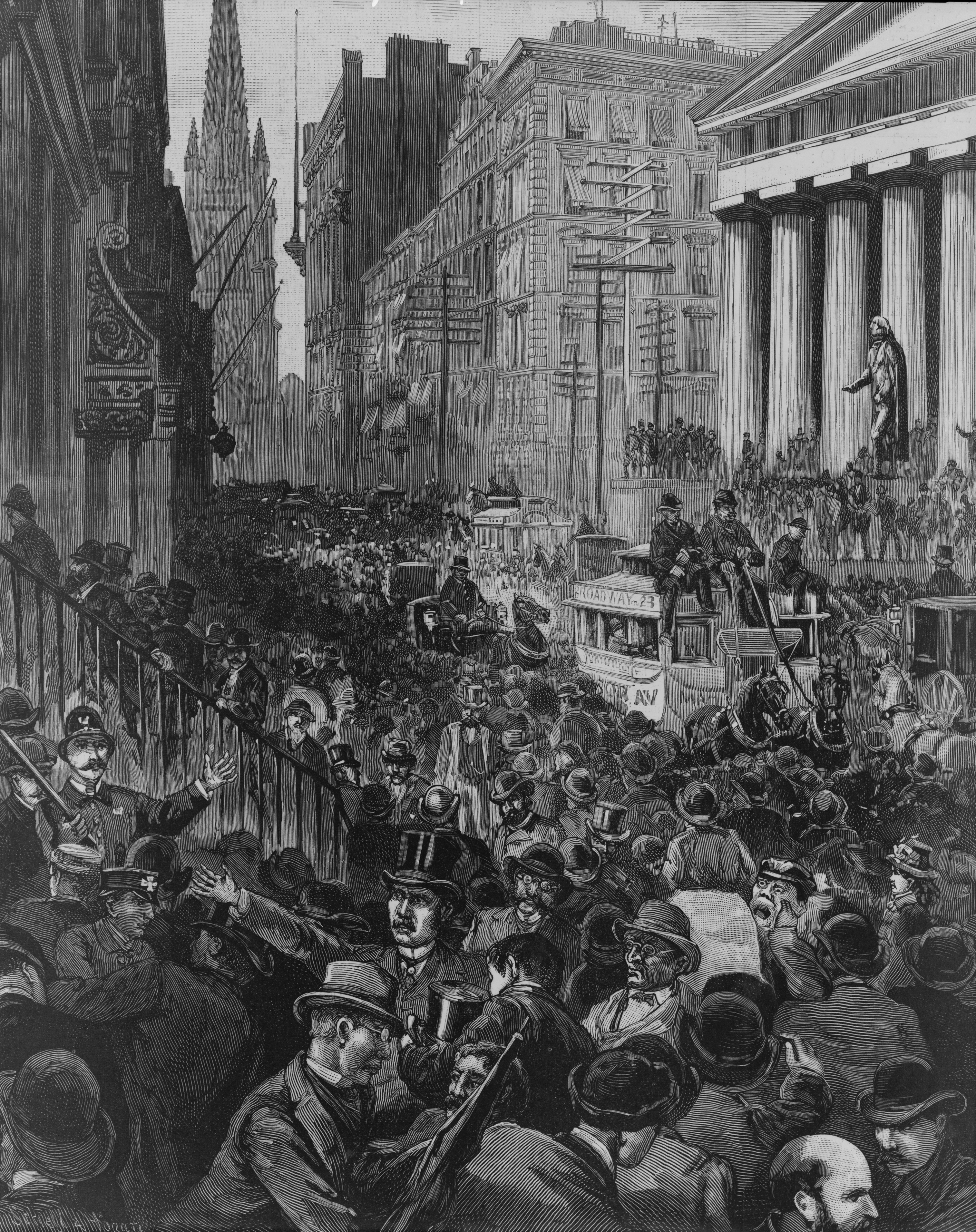
Xilografia del numero del 24 maggio 1884 dell’Harper's Weekly che descrive la situazione a Wall Street la mattina del 14 maggio, durante il “Panico del 1884”.

Una crisi finanziaria, in economia e precisamente in un contesto macroeconomico, si ha quando la domanda di denaro, sotto forma di capitali da parte delle aziende, è superiore all'offerta da parte delle banche e degli investitori.
Se in passato la si associava a un bank run, oggi può anche prendere la forma di una crisi valutaria o finanziaria, visto il peso preponderante che il mercato dei capitali riveste attualmente unito alla mobilità degli stessi derivante dalla graduale rimozione delle restrizioni al movimento dei capitali avvenuta verso la fine del XX secolo.

## Storia
Non si deve inoltre trascurare che nella storia gravi crisi economico-finanziarie, non solo sono seguite, ma sono state - tra le diverse cause proprio perché irrisolte o mal risolte - anche all'origine dello scoppio di numerose e cruenti guerre e carestie. Si veda ad esempio come la mancata soluzione della crisi economico-finanziaria della Germania, irrisolta dal piano Dawes e dal piano Young dopo le conseguenze della prima guerra mondiale e il Trattato di Versailles, sia stata all'origine del malcontento che alimentò l'autarchia, la nascita del Nazismo e lo scoppio della seconda guerra mondiale.
In Italia ci fu una crisi bancaria susseguente alla grave recessione del 1887-88 con il fallimento di numerosi istituti nazionali, lo scandalo della Banca Romana del 1892 e la nascita della Banca d'Italia nel 1893. All'inizio del XXI secolo si sono registrate poi alcune crisi a livello internazionale, come la crisi dei subprime negli Stati Uniti tra il 2006 ed il 2007, e la grande recessione.

## Descrizione
Molti economisti hanno cercato di elaborare una teoria che spieghi le cause principali delle crisi finanziarie e il loro sviluppo, ma non c'è consenso su una spiegazione univoca, né è possibile adottare semplici modelli deterministici (causa-effetto) per la loro previsione e per determinarne lo sviluppo, pertanto le crisi rappresentano per certi versi ancora un fenomeno poco prevedibile. Anzitutto, non tutte le crisi finanziarie sono imprevedibili, ad esempio sono spesso la matematica conseguenza (modello deterministico di causa-effetto) della trasgressione di regole semplici e fondamentali, patrimonio concettuale fino dall'antica saggezza rurale, che sono preposte al sano sviluppo di una qualunque economia, quale ad esempio la regola codificata che vieta di consumare i frutti prima che siano venuti a maturazione.
Quello che invece non si riesce proprio a spiegare quando una crisi finanziaria si manifesta è perché importanti autorità finanziarie (banca centrale; autorità di regolamentazione dei mercati), pure condotte da illustri economisti, non siano state in grado - nonostante le ingenti risorse pubbliche messe a loro disposizione - di garantire alla comunità dei contribuenti che fossero messe in pratica le regole semplici e fondamentali del sano sviluppo economico-finanziario, notorie pure al sopracitato contadino: 
- dare credito solo a chi è in grado di onorare il proprio debito;
- distribuire profitti certi e non solo teorizzati;
- approntare cicli temporali omogenei tra fonti e impieghi delle risorse finanziarie.

E ancora, non esiste a oggi un modello convincente in econometria che spieghi perché i costi e le perdite generate delle crisi finanziarie debbano essere imputati al debito pubblico in carico all'intera comunità, mentre gli extra-profitti di chi ha trasgredito le sane regole economiche debbano restare nelle tasche dei privati. Nemmeno esistono principi giuridici razionali tali da spiegare perché chi ha avuto responsabilità di controllare - e non lo ha fatto - debba restare impunito dal sistema, se non è addirittura premiato con ulteriori risorse e potere, e perché gli extra-redditi non ancora consumati non vengono recuperati pacificamente con un'azione revocatoria individuale e collettiva di sistema.
Comunque le crisi finanziarie ripongono oggi nelle mani dei cittadini informati il potere di decidere le sorti di coloro che hanno originato le crisi. Individuati i responsabili - di solito - sono cancellati i loro extra-profitti all'origine della crisi. I decisori - spesso coinvolti nelle problematiche di lobby cosiddetta di special interest issue - possono essere di ostacolo a un ripristino dell'equità economico-finanziaria, che significa eliminare le condizioni che hanno consentito di sviluppare extra-profitti. Nel mondo moderno la comunità ha facoltà di disporre della sorte anche di singoli componenti dell'organizzazione a cui appartiene sia a livello politico che economico, grazie al "concetto di fiducia nella sociologia economica" così come elaborato dalla "sociologia dell'organizzazione" con decisioni e scelte liberamente espresse. Ad esempio in politica, attraverso le decisioni di voto per l'elezione, si può scegliere Tizio anziché Caio o nessuno dei due; in economia attraverso decisioni di investimento e di consumo o di risparmio si può scegliere il bene (prodotto o servizio) alfa anziché beta o nessuno dei due.

## Le teorie

### La visione marxista
Nella visione di Marx la crisi finanziaria è sempre legata alla struttura dell'economia capitalistica.
«Non c'è stato periodo di prosperità in cui gli stregoni ufficiali dell'economia non abbiano approfittato dell'occasione per dimostrare che questa volta la medaglia non aveva rovescio, che questa volta il fato era vinto. E il giorno in cui la crisi scoppiava, si atteggiavano a innocenti e si sfogavano contro il mondo commerciale e industriale con banalità moralistiche, accusandolo di mancanza di previdenza e di prudenza».
«Proprio il ripetuto insorgere di crisi a intervalli regolari nonostante tutti i moniti del passato smentisce l'idea che le loro ragioni ultime debbano essere ricercate nella mancanza di scrupoli di singoli individui. Gli economisti che pretendono di spiegare le periodiche contrazioni di industria e commercio con la speculazione assomigliano a quella scuola ormai scomparsa di filosofi della natura che considerava la febbre come la vera causa di tutte le malattie».

## Crisi climatica
Prove recenti suggeriscono che la crisi climatica abbia un impatto significativo sulla crescita economica e su vari elementi produttivi delle economie moderne. La ricerca indica che i cambiamenti climatici stanno aumentando la frequenza delle crisi bancarie. Il salvataggio di banche insolventi provoca un onere fiscale aggiuntivo di circa il 5-15% del prodotto interno lordo all'anno e aumenta il rapporto debito pubblico / prodotto interno lordo di un fattore due. Si stima che circa il 20% di questi effetti possa essere attribuito al peggioramento dei bilanci bancari, in cui il cambiamento climatico è la causa. Le conseguenze dei cambiamenti climatici sono sottovalutate se il sistema finanziario non viene analizzato attraverso una valutazione climatica ed economica integrata.

## Elenco di crisi finanziarie
- Insolvenza sovrana dell'Inghilterra del 1340
- I sette default dell'Impero spagnolo nel corso del XIV secolo
- Scoppio della bolla dei tulipani del 1637

### XVIII secolo
- Scoppio della bolla speculativa della South Sea Company del 1720
- Scoppio della bolla speculativa della Compagnia del Mississippi
- Crisi del 1722 nel Regno Unito e nell'America settentrionale
- Panico del 1792
- Panico del 1796-1797 negli Stati Uniti e nel Regno Unito

### XIX secolo
- Insolvenza sovrana danese del 1813
- Panico del 1819 negli Stati Uniti
- Panico del 1825
- Panico del 1837
- Panico del 1847 nel Regno Unito
- Scoppio della bolla speculativa delle imprese ferroviarie statunitensi del 1857
- Panico del 1866 dovuto alla bancarotta della banca britannica Overend, Gurney and Company
- Panico del 1873, inizio della grande depressione del XIX secolo
- Panico del 1884 negli Stati Uniti
- Panico del 1890 dovuto alla crisi della Barings Bank
- Panico del 1893 negli Stati Uniti
- Crisi bancaria australiana del 1893
- Panico del 1896 negli Stati Uniti

### XX secolo
- Panico del 1907
- Crisi del mercato azionario di Shanghai del 1910
- Crisi del 1929
- Crisi bancaria del 1973-1975 nel Regno Unito
- Crisi latinoamericana del debito negli anni 1980
- Crisi israeliana dei titoli bancari del 1983
- Lunedì nero del 1987
- Crisi delle savings and loan association(S&L) statunitensi dal 1986 al 1995[9]
- Scoppio della bolla speculativa giapponese
- Crisi bancaria scandinava all'inizio degli anni 1990
- Mercoledì nero (1992)
- Crisi del Messico del 1994
- Crisi finanziaria asiatica del 1997
- Crisi della Russia del 1997-1998
- Bancarotta del fondo speculativo Long-Term Capital Management 1998
- Crisi del Brasile del 1998-1999

### XXI secolo
- Crisi argentina del 2001
- Scoppio della bolla delle dot-com del 2001
- Crisi dei subprime del 2007-2009
- Crisi del debito sovrano europeo del 2010-2011[10][11][12][13][14]